# Cantón Buenos Aires
Cantón Buenos Aires är en ort i Mexiko.   Den ligger i kommunen Tapachula och delstaten Chiapas, i den sydöstra delen av landet, 900 km sydost om huvudstaden Mexico City. Cantón Buenos Aires ligger 440 meter över havet och antalet invånare är 102.
Terrängen runt Cantón Buenos Aires är huvudsakligen kuperad, men den allra närmaste omgivningen är platt. Runt Cantón Buenos Aires är det tätbefolkat, med 286 invånare per kvadratkilometer. Närmaste större samhälle är Tapachula, 10,8 km söder om Cantón Buenos Aires. I omgivningarna runt Cantón Buenos Aires växer huvudsakligen savannskog.